# Pierre Cérésole
Pierre Cérésole (ur. 17 sierpnia 1879 w Lozannie, zm. 23 października 1945) – szwajcarski inżynier, który w 1920 roku założył organizację Service Civil International (SCI) (znaną także jako International Voluntary Service for Peace – IVSP), która pomagała w odbudowie zniszczeń po I wojnie światowej i dążyła do rozwijania współpracy i budowania atmosfery braterstwa między społeczeństwami różnych narodów i kultur. 
Jako pacyfista odmawiał służby wojskowej i płacenia podatków na utrzymanie wojska, za co trafił do więzienia. Po śmierci ojca odziedziczył ogromny spadek, jednak odmówił jego przyjęcia. Wiele podróżował. Aby zarobić na swoje utrzymanie chwytał się wielu rozmaitych zajęć. W latach 1910–1914 mieszkał w Stanach Zjednoczonych, gdzie pracował między innymi jako grabarz. Kiedy w 1914 roku wybuchła I wojna światowa, wrócił do rodzinnej Szwajcarii. To, co zastał w Europie, wstrząsnęło nim i sprawiło, że swoje dalsze życie poświęcił pracy na rzecz budowania pokoju. 
Cérésole inspirował się pracami amerykańskiego myśliciela Williama Jamesa. Natomiast sam Cérésole był inspiracją dla Keesa Boeke
Polskim oddziałem Service Civil International jest Stowarzyszenie „Jeden Świat” działające w Poznaniu od 1994 roku.